# Olimpia Satu Mare
Fotbal Club (FC) Olimpia Satu Mare – rumuński klub piłkarski, mający siedzibę w mieście Satu Mare.

## Historia
Klub został założony w 1921 roku. W 1937 roku po raz pierwszy w swojej historii awansował do pierwszej ligi, ale po roku spadł do drugiej ligi. Kolejny awans do pierwszej ligi Olimpia wywalczyła w 1974 roku i grała w niej przez dwa kolejne sezony. W 1977 roku powróciła na trzy sezony do ekstraklasy. W 1998 roku po raz trzeci w historii wygrała drugą ligę, ale pobyt jej w pierwszej trwał tylko rok. W sezonie 1977/1978 Olimpia awansowała do finału Pucharu Rumunii. Przegrała w nim 1:3 z Universitateą Krajowa.

## Sukcesy
- Puchar Rumunii:

finalista (1): 1977/1978
- Liga II:

mistrzostwo (3): 1973/1974, 1976/1977, 1997/1998
wicemistrzostwo (2): 1935/1936, 1980/1981
- Liga III:

mistrzostwo (2): 1968/1969, 2012/2013
wicemistrzostwo (2): 1994/1995, 2011/2012

## Historia występów w pierwszej lidze
| Sezon     | Pozycja      | M  | Pkt. | Z  | R | P  | GZ | GS |
| --------- | ------------ | -- | ---- | -- | - | -- | -- | -- |
| 1937/1938 | 10. (spadek) | 18 | 9    | 2  | 5 | 11 | 13 | 40 |
| 1974/1975 | 9.           | 34 | 33   | 13 | 7 | 14 | 38 | 44 |
| 1975/1976 | 16. (spadek) | 34 | 31   | 12 | 7 | 15 | 36 | 56 |
| 1977/1978 | 13.          | 34 | 33   | 14 | 5 | 15 | 41 | 47 |
| 1978/1979 | 10.          | 34 | 32   | 14 | 4 | 16 | 38 | 52 |
| 1979/1980 | 17. (spadek) | 34 | 30   | 11 | 8 | 15 | 35 | 50 |
| 1998/1999 | 18. (spadek) | 34 | 13   | 3  | 4 | 27 | 22 | 74 |

## Skład
Stan na lipiec 2015
| Nr | Poz. | Piłkarz          |
| -- | ---- | ---------------- |
| 1  | BR   | Claudiu Băican   |
| 2  | OB   | Florin Mureșan   |
| 3  | OB   | Cosmin Iuhas     |
| 6  | OB   | Marius Balău     |
| 8  | PO   | Darius Lukacs    |
| 10 | PO   | Mircea Donca     |
| 17 | OB   | Dumitru Muntean  |
| 18 | PO   | Robert Villand   |
| 20 | OB   | Valter Heil      |
| 23 | OB   | Adrian Sălăgeanu |
| 24 | PO   | Mihai Onicaș     |
| 30 | PO   | Ciprian Selagea  |

| Nr | Poz. | Piłkarz           |
| -- | ---- | ----------------- |
| 77 | PO   | Romario Rus       |
| 89 | BR   | Marius Șuta       |
| 90 | PO   | Gabriel Cădar     |
| 93 | PO   | Bogdan Faur       |
| 99 | NA   | Adrian Mărkuș     |
|    | OB   | Ferenc Tóth       |
|    | OB   | Paul Cristian     |
|    | PO   | Vasile Pop        |
|    | PO   | Iulian Sîplăcan   |
|    | PO   | Denis Chivari     |
|    | NA   | Alexandru Boștină |

## Reprezentanci kraju grający w klubie
Stan na czerwiec 2015.
| - Emilian Dolha - Dumitru Dumitriu - Gabor Gerstenmajer - Ovidiu Lazăr - Srdjan Luchin - Andrei Mărgăritescu - Cristian Oros - Daniel Prodan | - Sergiu Radu - Adrian Rus - Adrian Sălăgeanu - Andrei Sepci - Iosif Slivat - Serghei Chirilov - Igor Ovcearenco |